# Xenoophorus
Xenoophorus is een monotypisch geslacht van straalvinnige vissen uit de familie van de levendbarende tandkarpers (Goodeidae).

## Soort
- Xenoophorus captivus (Hubbs, 1924)